# Natura 2000-område nr. 32 Sønder Lem Vig og Geddal Strandenge
Natura 2000-område nr. 32 Sønder Lem Vig og Geddal Strandenge er en naturplan under det fælleseuropæiske Natura 2000-projekt. Planområdet er et habitatområde på 1.115 ha, hvoraf ca. 241 ha udgøres af Sønder Lem Vig, der er en en tidligere fjordarm som nu er en sø, omgivet af lavtliggende landområder, beliggende i den sydvestlige del af Salling, ud til Venø Bugt i Limfjorden.

## Beskrivelse
Natura 2000-området består Sønder Lem Vig er afskåret fra Limfjorden med
en dæmning og afvandes med pumpe. Søen har en maksimal dybde på 1,6 m, en middeldybde på 0,75
meter, og har en rig bestand af kransnålalger, heraf er ru kransnål og busket kransnål ualmindelige i Danmark. Arterne findes kun i klarvandede, kalkrige søer. De gullistede arter nåle-sumpstrå og vedbendvandranunkel forekommer også i søen.
Søen er omgivet af en sammenhængende stor og tæt rørsump, samt kulturenge med mindre partier med rigkær. Der findes desuden flere kraftigt regulerede vandløb i området som fremstår fauna- og florafattige med ringe fysisk variation.
Geddal strandenge er tidligere forsøgt drænet og opdyrket, men ligger i dag som genskabte strandenge. Ud mod Venø Bugt er der et lavt dige. Dette sikrer, at engene ikke bliver oversvømmet i fuglenes yngletid.
Ved normale vinterstorme går vandet fra fjorden over diget og oversvømmer engene. Her vokser derfor planter, der er tilpasset den
saltholdige jord. Vandstanden i området kan i øvrigt reguleres ved hjælp af et slusesystem.
Geddal Strandenge er en meget vigtig yngle- og træklokalitet for især ande- og vadefugle, og der er observeret omkring 200 forskellige arter af fugle. I området yngler bl.a. rørdrum, rørhøg og dværgterne.
På Geddal Strandenge findes to større strandsøer på henholdsvis 16 og 9 ha. Begge søer er af naturtypen kystlagune, og har saltholdigheder der svinger mellem 2 og 10 promille. Børstebladet vandaks er den dominerende vandplante.

Natura 2000-planen er vedtaget i 2011, hvorefter kommunalbestyrelserne
og Naturstyrelsen udarbejdede bindende handleplaner for
gennemførelsen af planen. Planen videreføres og videreudvikles i senere planperioder.  Natura 2000-planen er koordineret med vandplanen 1.2 Limfjorden.
Sønder Lem Vig og Geddal Strandenge ligger i Skive- og Holstebro Kommuner